# Four Sided Triangle
Pour plus de détails, voir Fiche technique et Distribution.
Four Sided Triangle est un film britannique réalisé par Terence Fisher, sorti en 1953.

## Synopsis
Bill et Robin, lorsqu'ils étaient enfants, étaient souvent en compagnie de Lena, puis elle est partie du village avec sa famille. Des années plus tard, la voici qui revient et retrouve ses anciens amis, devenus entre-temps des scientifiques qui ont mis au point un « reproducteur », qui peut dupliquer n'importe quel objet. Lena se marie avec Robin, au grand dam de Bill. Ce dernier réussit à la convaincre d'être elle-même dupliquée, mais tout ne va pas se passer comme Bill le souhaiterait.

## Fiche technique
- Titre original : Four Sided Triangle
- Réalisation : Terence Fisher
- Scénario : Terence Fisher, Paul Tabori d'après le roman Four-Sided Triangle de William F. Temple
- Direction artistique : J. Elder Wills
- Photographie : Reginald H. Wyer
- Son : William Salter
- Montage : Maurice Rootes
- Musique : Malcolm Arnold
- Production : Michael Carreras, Alexander Paal
- Société de production : Hammer Film Productions
- Société de distribution : Exclusive Films
- Pays d'origine :  Royaume-Uni
- Langue originale : anglais
- Format : Noir et blanc  — 35 mm — 1,37:1 — son mono
- Genre : Film de science-fiction
- Durée : 81 minutes
- Dates de sortie : 
  - Royaume-Uni : 25 mai 1953
  - États-Unis : 15 juin 1953

## Distribution
- Barbara Payton : Lena Maitland / Helen
- James Hayter : docteur Harvey
- Stephen Murray : Bill Leggatt
- John Van Eyssen : Robin Grant
- Percy Marmont : Sir Walter Grant
- Jennifer Dearman : Lena enfant
- Glyn Dearman : Bill enfant
- Sean Barrett : Robin enfant
- Kynaston Reeves : Lord Henry Grant
- John Stuart : Simpson, l'avoué
- Edith Saville : Lady Grant